# Roksana Węgiel
Roksana Emilia Węgiel, coniugata Mglej, detta Roxie (Jasło, 11 gennaio 2005), è una cantante e attrice polacca.
Ha rappresentato la Polonia al Junior Eurovision Song Contest 2018 svoltosi a Minsk in Bielorussia, dove ha vinto con la canzone Anyone I Want to Be. Prima del Junior Eurovision, ha vinto la prima edizione della versione polacca di The Voice Kids, dove è entrata a far parte del team capitanato da Edyta Górniak.

## Biografia
Nata nella città di Jasło, da bambina ha gareggiato a campionati nazionali di ginnastica ritmica e ballo da sala, e a campionati di judo a livello internazionale. Węgiel ha iniziato a cantare ad otto anni, durante un concerto karaoke in Croazia.

### 2017-2019:The Voice Kidse il Junior Eurovision Song Contest
La carriera professionale della Węgiel inizia nel 2017, prendendo parte alle audizioni della prima edizione polacca di The Voice Kids. Alle Blind Audintion, ha cantato Halo di Beyoncé ricevendo il consenso da tutti i giudici, ed entrando a far parte del team Górniak. Węgiel accede ai Live, fino ad arrivare alla finale, dove viene proclamata vincitrice del programma presentando il suo singolo di debutto Żyj.
Subito dopo la vittoria, firma un contratto discografico con l'Universal Music Polska, con la quale ha pubblicato il singolo Obiecuję. Nell'ottobre 2018 ha collaborato con Edyta Górniak al singolo Zatrzymać chwilę, inserito nella soundtrack polacca del film Hotel Transylvania 3 - Una vacanza mostruosa.
Il 21 settembre 2018, è stato confermato che l'ente radiotelevisivo polacco TVP l'ha selezionata per rappresentare la Polonia al Junior Eurovision Song Contest 2018 a Minsk. Il singolo con cui ha rappresentato il Paese Anyone I Want to Be, scritto da un gruppo di artisti internazionali, è stato presentato il 6 novembre 2018. Il video ufficiale del brano, presentato sul canale YouTube del Junior Eurovision, ha superato un milione e mezzo di visualizzazioni prima della finale del contest, diventando il video più visto dell'edizione 2018. Ha raggiunto il 4º posto nella classifica polacca ed è stato certificato disco di platino con oltre 20 000 copie vendute a livello nazionale.
La competizione si è tenuta il 25 novembre nella Minsk Arena, dove è stata proclamata vincitrice classificandosi quinta nel voto delle giurie e prima nel televoto, diventando la prima artista polacca a vincere la manifestazione.
Il 7 giugno 2019 è uscito il suo album di debutto eponimo, che ha debuttato alla 3ª posizione nella classifica settimanale degli album più venduti in Polonia. È stato certificato disco di platino per aver venduto più di 30 000 copie.
Il 22 agosto 2019 è stata annunciata come una dei tre presentatori del Junior Eurovision Song Contest 2019 insieme ai presentatori polacchi Ida Nowakowska e Aleksander Sikora. Il 3 novembre 2019 ha ricevuto il premio Best Polish Act agli MTV Europe Music Awards 2019.

## Discografia

### Album in studio
- 2019 – Roksana Węgiel
- 2023 – 13+5

### Singoli
- 2018 – Żyj
- 2018 – Obiecuję
- 2018 – Zatrzymać chwilę (con Edyta Górniak)
- 2018 – Anyone I Want to Be
- 2018 – Święta to czas niespodzianek (con Zuza Jabłońska e i 4Dreamers)
- 2019 – Lay Low
- 2019 – Bunt
- 2019 – Dobrze jest, jak jest
- 2019 – Potrafisz
- 2019 – Half of My Heart
- 2019 – MVP
- 2020 – Nie z tej ziemi
- 2020 – Tajemnice (con Pawbeats)
- 2021 – Korona
- 2021 – Nowa ja
- 2022 – Alone (con Komodo)
- 2022 – Głośniej
- 2023 – Ciche szepty
- 2023 – Miasto
- 2023 – Just Us (con Tribbs)
- 2023 – Łobuz (con Beata Kozidrak)
- 2023 – Każdej nocy (con Pawbeats)
- 2024 – Nie mów że kochasz (con Smolasty)
- 2024 – Jedna na milion
- 2024 – Falochrony (con Mata)
- 2024 – Damą być (con Maryla Rodowicz)
- 2024 – Nieładnie (con Anastazja Maciąg)
- 2025 – Ah ah ah

#### Come featuring
- 2019 – Live It Up (B-OK feat. Roxie e Kristian Kostov)
- 2021 – Przyjdź po mnie (Pawbeats feat. Roksana Węgiel)
- 2021 – Napad na bank (Ekipa feat. Roxie)